# Łuków (gemeente)
De gemeente Łuków is een landgemeente in het Poolse woiwodschap Lublin, in powiat Łukowski.
De zetel van de gemeente is in de stad Łuków.
Op 30 september 2006 telde de gemeente 17 023 inwoners.

## Oppervlakte gegevens
In 2002 bedroeg de totale oppervlakte van gemeente Łuków 308,32 km², waarvan:
- agrarisch gebied: 60%
- bossen: 33%

De gemeente beslaat 22,12% van de totale oppervlakte van de powiat.

## Demografie
Stand op 30 juni 2004:
| Omschrijving                   | Totaal | Totaal | Vrouwen | Vrouwen | Mannen | Mannen |
| ------------------------------ | ------ | ------ | ------- | ------- | ------ | ------ |
| eenheid                        | aantal | %      | aantal  | %       | aantal | %      |
| inwoners                       | 16 343 | 100    | 8072    | 49,4    | 8271   | 50,6   |
| bevolkingsdichtheid (inw./km²) | 53     | 53     | 26,2    | 26,2    | 26,8   | 26,8   |

In 2002 bedroeg het gemiddelde inkomen per inwoner 1227,2 zł.

## Administratieve plaatsen (sołectwo)
Aleksandrów, Biardy, Czerśl, Dąbie, Dminin, Gołaszyn, Gołąbki, Gręzówka, Jadwisin, Jeziory, Karwacz, Klimki, Kownatki, Krynka, Ławki, Łazy, Malcanów, Podgaj, Role, Ryżki, Rzymy-Las, Rzymy-Rzymki, Sięciaszka Druga, Sięciaszka Pierwsza, Strzyżew, Suchocin, Suleje, Szczygły Dolne, Szczygły Górne, Świdry, Turze Rogi, Wagram, Wólka Świątkowa, Zalesie, Zarzecz Łukowski, Żdżary.
Zonder de status sołectwo : Gręzówka-Kolonia, Nowa Gręzówka, Sięciaszka Trzecia.

## Aangrenzende gemeenten
Domanice, Kąkolewnica Wschodnia, Łuków, Stanin, Stoczek Łukowski, Trzebieszów, Ulan-Majorat, Wiśniew, Wojcieszków, Zbuczyn